# Wollust
Wollust ist eine sinnliche, sexuelle Begierde und Lust, die bei sexueller Aktivität, der Befriedigung oder bei sexuellen Phantasien erlebt wird. Wollust schließt das aktive Handeln zur Steigerung der sexuellen Befriedigung ein.
Wollust beschreibt das Kultivieren einer Empfindung, die als drängend und lustvoll gilt, früher auch als ruchlos und frevelhaft. Wollust ist nicht nur körperliches Verlangen, sondern setzt auch erotische Phantasien frei. Hinter der Wollust stehen mit den damit verbundenen Fantasien starke Triebkräfte und Verlockungen. In diesem Sinne ist ein Gegenbegriff zur Wollust die Frigidität.

## Etymologie und Begriffsgeschichte
Das Wort Wollust stammt vom althochdeutschen willilust und wolalust ab. Es entstand im Mittelhochdeutschen und im Mittelniederdeutschen sodann wollust. Dabei handelt es sich um eine Zusammensetzung aus Lust und einer Vorform von wohl. Aus diesem Grunde wurde Wollust vom 16. bis ins 18. Jahrhundert auch als Wohllust geschrieben. Am Anfang seiner Entstehungsgeschichte hatte das in Legendendichtung und mystischer Literatur gehäuft vorkommende Wort noch nicht die eher anrüchige und pejorative Bedeutung im Sinne von ‚Laster‘ und ‚Ausschweifung‘, die erst im Frühneuhochdeutschen entstand, sondern wurde als Bezeichnung für ‚Lustgefühl‘ und ‚etwas, das Freude bereitet‘ benutzt.
Wanders Deutsches Sprichwörter-Lexikon (5 Bände) bietet zu Wollust 80 Sprichwörter; z. B.: Er ist voller Wollust, wie der Esel voller Fürze.

## Wollust in der römischen Mythologie
Die römische Mythologie kennt die Gottheit Voluptas; sie entspricht der griechischen Hedone (ἡδονή hēdonḗ). Das lateinische Substantiv voluptās bezeichnet ursprünglich „Vergnügen, Genuss“ und „Lust“ im guten wie im negativen Sinn und leitet sich von dem Adverb volup „vergnüglich“ von dem Verb volo (Infinitiv velle) „begehren, wünschen“ ab.

## Wollust im Christentum

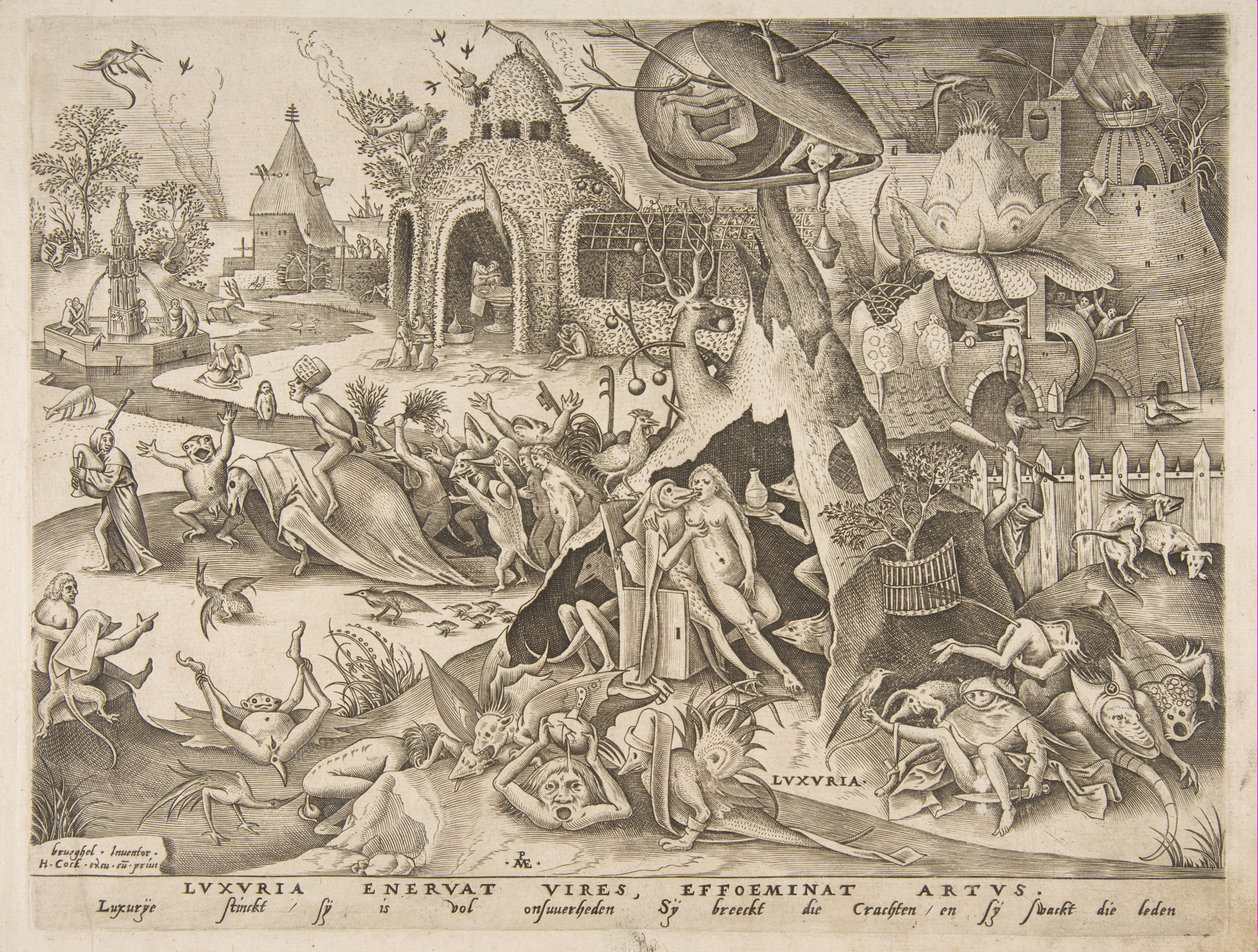
Wollust gilt im Christentum als eines der sieben Hauptlaster.

In der christlichen Lehre, insbesondere der katholischen Kirche ist Wollust (lateinisch luxuria) eine der sieben Todsünden, aus der andere Sünden entstehen. Ihr steht die Tugend der Keuschheit (castitas) entgegen.
Der Vorwurf der Wollust gehörte auch zu den typischen Anklagepunkten, die im Mittelalter und in der Frühen Neuzeit kirchlicherseits gegen Ketzer und vermeintliche Hexen vorgebracht wurden (siehe auch Inquisition bzw. Hexenverfolgung). So wurde häretischen Gruppen zum Beispiel sehr oft pauschal ein sittenloser, unmoralischer Lebenswandel oder freie Liebe unterstellt, obgleich solche Praktiken zwar bei einzelnen Sekten vorkamen, meist aber eher das Gegenteil der Fall war und sich die Mehrzahl der von der Lehre der Kirche abweichenden Gruppen durch eine besonders rigide Moral und zum Teil sogar (Katharer) durch eine explizit körper- und sexualfeindliche Einstellung auszeichneten. Später warf man sogenannten Hexen häufig vor, dass sie aufgrund ihrer übergroßen Wollust Geschlechtsverkehr mit dem Teufel trieben (Teufelsbuhlschaft) oder auf ihren Hexensabbaten Orgien feierten.